# Kodeks 0233
Kodeks 0233 (Gregory–Aland no. 0233) – grecki kodeks uncjalny Nowego Testamentu na pergaminie, datowany metodą paleograficzną na VIII wiek. Jest palimpsestem. Rękopis przechowywany jest w Münsterze. Tekst rękopisu jest wykorzystywany we współczesnych wydaniach greckiego Nowego Testamentu.

## Opis
Do XX wieku zachowało się 93 kart rękopisu, z tekstem czterech Ewangelii. Karty kodeksu mają rozmiar 27 na 21 cm. Tekst pisany jest dwoma kolumnami na stronę, 23–27 linijkami w kolumnie. Jest palimpsestem.

## Tekst
Tekst rękopisu reprezentuje aleksandryjską tradycję tekstualną. Kurt Aland zaklasyfikował tekst rękopisu do kategorii III.
Mateusz 2,21 – εισηλθεν (wszedł) ] ηλθεν (przyszedł) – D, L, W, 0250, f1, f13, {\displaystyle {\mathfrak {M}}}.

## Historia
INTF datuje rękopis na VIII wiek . Przypuszcza się, że rękopis powstał w Egipcie.
Na listę rękopisów Nowego Testamentu wciągnął go Kurt Aland w 1954 roku, oznaczając go przy pomocy siglum 0233. Rękopis jest wykorzystywany w krytycznych wydaniach Nowego Testamentu.
Rękopis obecnie przechowywany jest w Muzeum Biblijnym w Westfalskim Uniwersytecie Wilhelma w Münsterze (MS. 1) .